# Rhacophorus vampyrus
Rhacophorus vampyrus is een soort schuimnestboomkikker uit het geslacht Rhacophorus. De soort werd voor het eerst wetenschappelijk beschreven door Jodi Justine Lyon Rowley, Le Thi Thuy Duong, Tran Thi Anh Dao, Bryan L. Stuart en Hoang Duc Huy in 2010.

## Verspreiding
Rhacophorus vampyrus komt voor in de eeuwig groene wouden in bergen in het zuiden van Vietnam. Voor zover bekend komt de soort alleen voor in de omgeving van het nationale park van Bidoup-Nui Ba.

## Uiterlijke kenmerken
Rhacophorus vampyrus is zo'n 4,5 cm lang, poten niet meegerekend. Hij heeft een doffe huid met een bruinrode rug en witte buik, keel en borst en zwarte flanken. Op de voor- en achterkant van de dijen is hij eveneens zwart. Zijn zwemvliezen tussen de tenen en vingers hebben een grijze tot zwarte kleur. De kikker gebruikt zijn zwemvliezen om van boom tot boom te zweven. De vliezen tussen de vingers zijn echter minder uitgesproken dan bij de andere leden uit Rhacophorus.

## Voortplanting en ontwikkeling
De eieren worden afgezet in een schuimnest en ze worden in kleine plasjes water gedeponeerd zoals met water gevulde holtes in bomen. De kikkervisjes zijn donker en bruingrijs van kleur. De staart is ongeveer drie keer zo lang als het lichaam. De kikkervisjes dragen aan de onderlip twee zwarte, onregelmatig gevormde tand-achtige structuren die naar onderen wijzen, en hieraan is de naam vampirus (vampier) te danken. Deze tandjes vallen af tijdens de metamorfose, de functie ervan is onduidelijk. De volwassen kikkers hebben dergelijke structuren niet.